# Plethodon savannah
Plethodon savannah — вид хвостатих амфібій родини Безлегеневі саламандри (Plethodontidae). Вид є ендеміком США, де зустрічається лише у штаті Джорджія.  Мешкає у помірних лісах та серед скель.